# Mistrovství Afriky v basketbalu mužů

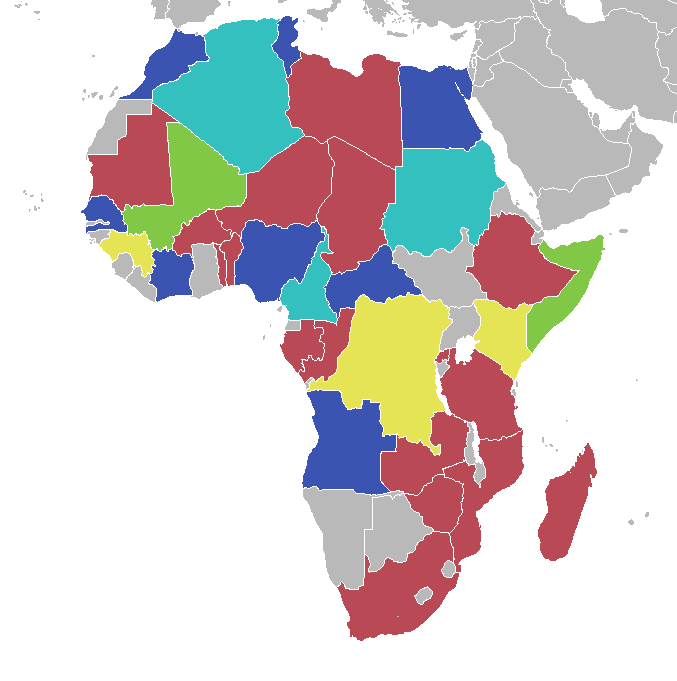
Mapa zemí podle nejlepšího výsledku na AfroBasketu (k roku 2007)

Mistrovství Afriky v basketbale mužů (zkráceně AfroBasket) se koná od roku 1962 jednou za dva roky. Řídí ho Africká basketbalová federace a slouží také jako kvalifikace na mistrovství světa v basketbalu mužů nebo na olympiádu. Účastní se ho šestnáct týmů: pořadatel, obhájce titulu, postupující ze sedmi regionálních kvalifikačních turnajů a týmy, které dostanou divokou kartu.
| Rok  | Pořádající země         | Zlatá medaile           | Stříbrná medaile  | Bronzová medaile        | 4. místo                |
| ---- | ----------------------- | ----------------------- | ----------------- | ----------------------- | ----------------------- |
| 1962 | SAR                     | SAR                     | Súdán             | Maroko                  | Guinea                  |
| 1964 | Maroko                  | SAR                     | Maroko            | Palestina               | Tunisko                 |
| 1965 | Tunisko                 | Maroko                  | Tunisko           | Alžírsko                | Senegal                 |
| 1968 | Maroko                  | Senegal                 | Maroko            | Středoafrická republika | Mali                    |
| 1970 | SAR                     | SAR                     | Senegal           | Tunisko                 | Středoafrická republika |
| 1972 | Senegal                 | Senegal                 | Egypt             | Mali                    | Středoafrická republika |
| 1974 | Středoafrická republika | Středoafrická republika | Senegal           | Tunisko                 | Kamerun                 |
| 1975 | Egypt                   | Egypt                   | Senegal           | Súdán                   | Zair                    |
| 1978 | Senegal                 | Senegal                 | Pobřeží slonoviny | Egypt                   | Súdán                   |
| 1980 | Maroko                  | Senegal                 | Pobřeží slonoviny | Maroko                  | Alžírsko                |
| 1981 | Somálsko                | Pobřeží slonoviny       | Egypt             | Somálsko                | Alžírsko                |
| 1983 | Egypt                   | Egypt                   | Angola            | Senegal                 | Pobřeží slonoviny       |
| 1985 | Pobřeží slonoviny       | Pobřeží slonoviny       | Angola            | Egypt                   | Senegal                 |
| 1987 | Tunisko                 | Středoafrická republika | Egypt             | Angola                  | Mali                    |
| 1989 | Angola                  | Angola                  | Egypt             | Senegal                 | Mali                    |
| 1992 | Egypt                   | Angola                  | Senegal           | Egypt                   | Mali                    |
| 1993 | Keňa                    | Angola                  | Egypt             | Senegal                 | Keňa                    |
| 1995 | Alžírsko                | Angola                  | Senegal           | Nigérie                 | Alžírsko                |
| 1997 | Senegal                 | Senegal                 | Nigérie           | Angola                  | Egypt                   |
| 1999 | Angola                  | Angola                  | Nigérie           | Egypt                   | Mali                    |
| 2001 | Maroko                  | Angola                  | Alžírsko          | Egypt                   | Tunisko                 |
| 2003 | Egypt                   | Angola                  | Nigérie           | Egypt                   | Senegal                 |
| 2005 | Alžírsko                | Angola                  | Senegal           | Nigérie                 | Alžírsko                |
| 2007 | Angola                  | Angola                  | Kamerun           | Kapverdy                | Egypt                   |
| 2009 | Libye                   | Angola                  | Pobřeží slonoviny | Tunisko                 | Kamerun                 |
| 2011 | Madagaskar              | Tunisko                 | Angola            | Nigérie                 | Pobřeží slonoviny       |
| 2013 | Pobřeží slonoviny       | Angola                  | Egypt             | Senegal                 | Pobřeží slonoviny       |
| 2015 | Tunisko                 | Nigérie                 | Angola            | Tunisko                 | Senegal                 |
| 2017 | Tunisko, Senegal        | Tunisko                 | Nigérie           | Senegal                 | Maroko                  |